# Balko
Balko – niemiecki kryminalny serial telewizyjny stacji RTL. Główny bohater to komisarz policji Stefan Balkowski, nazywany Balko, w odcinkach 1-50 grany przez Jochena Horsta, w odcinkach 51-112 przez Bruno Eyrona. Jego partnerem jest komisarz Klaus Krapp (Ludger Pistor).